# Michal Mareš

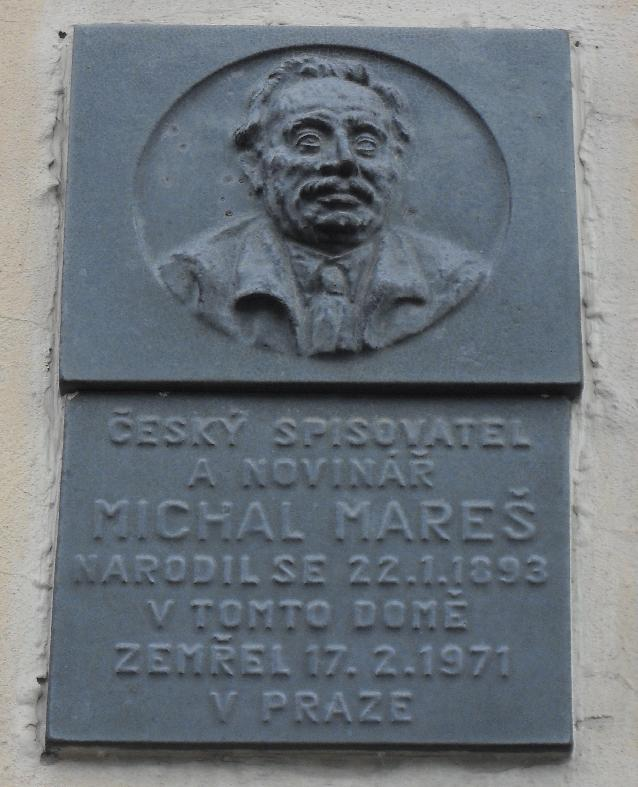
Památeční plaketa Michala Mareše v Teplicích (Českobratrská ulice)

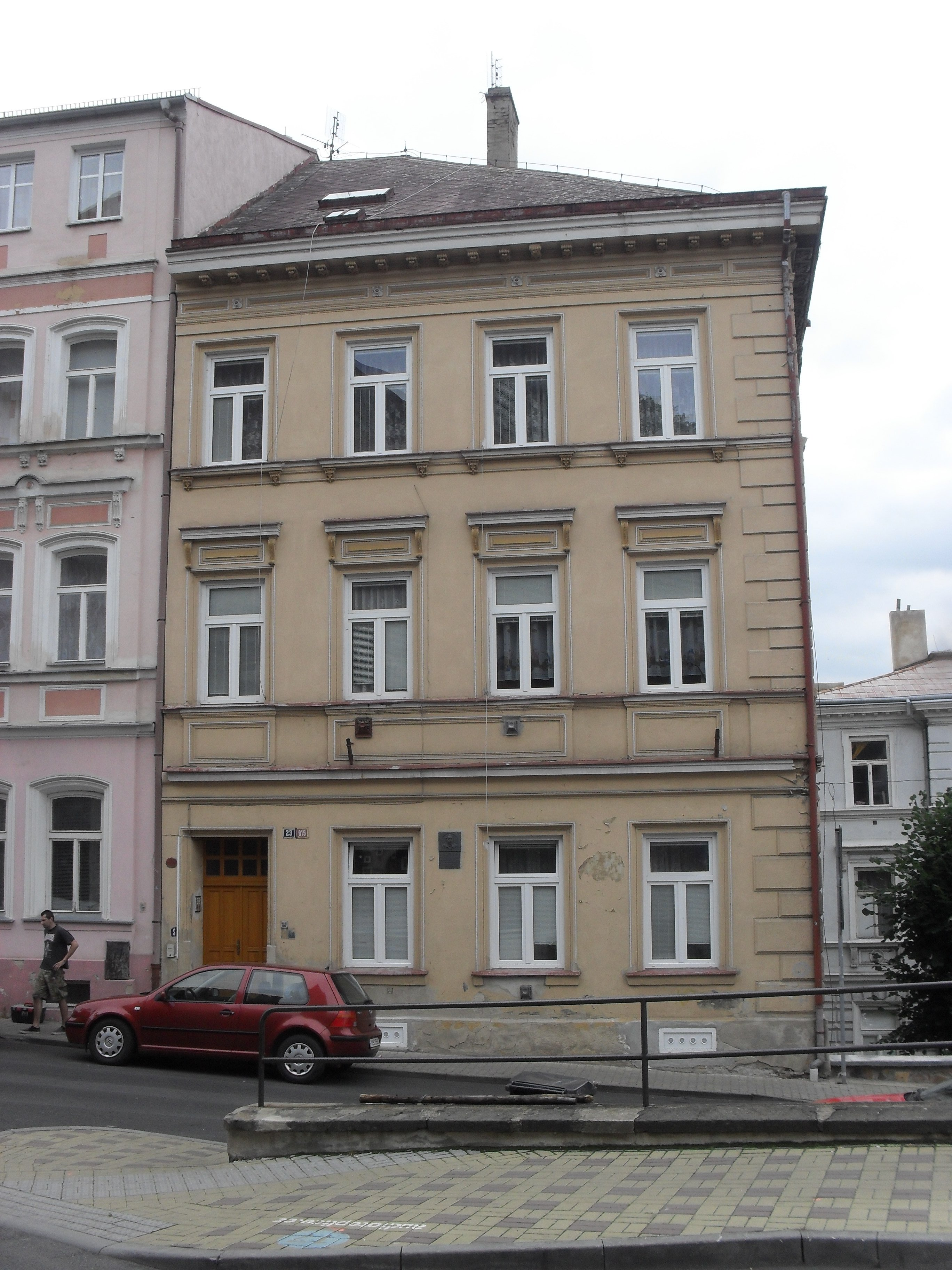
Teplický rodný dům.

Michal Mareš, vlastním jménem Josef Mareš, (22. ledna 1893, Teplice – 17. února 1971, Praha) byl český spisovatel, básník a novinář.

## Život
Vyrůstal v kontaktu s anarchistickým hnutím v severních Čechách. Střední školu studoval v Praze, ale v sedmnácti letech byl vyloučen ze všech středních škol Rakouska-Uherska za svůj protest proti popravě španělského anarchistického teoretika Francesca Ferrera. Anarchismus přivedl Mareše k zájmu o sociální problémy, kterým se v období první republiky věnoval jako autor próz a divadelních her a jako novinář v časopisech Tribuna, Prager Mittag a Prager Tagblatt a také na svých studijních cestách v Evropě a v Africe. Vstoupil také do KSČ a spolupracoval s Rudým právem. Měl přátele mezi českými i německými spisovateli, znal se například s Jaroslavem Haškem (byl zapisovatelem na předvolebních schůzích jeho Strany mírného pokroku v mezích zákona), Karlem Čapkem, Ferdinandem Peroutkou, Maxem Brodem, Franzem Kafkou i Egonem Ervínem Kischem.
V polovině května roku 1945 byl na základě omylu zatčen NKVD (Lidový komisariát vnitřních záležitostí), který třikrát fingoval přípravu na jeho popravu. Po propuštění zjistil, že se právě koná pohřeb jeho otce, kterého při rabování v Praze zabili členové Revolučních gard. Začal se proto zabývat znepokojivými projevy nastupujícího mocenského chování Sovětského svazu a jeho spojenců ve Sboru národní bezpečnosti. Rudé právo jeho reportáže ovšem odmítlo, a tak se stal jedním z významných novinářů Peroutkova týdeníku Dnešek. Psal také o poměrech v pohraničí – o rabování a rozkrádání majetku po Němcích, o účasti úředníků a příslušníků SNB na těchto událostech a o zneužívání pravomoci místních diktátorů. Byl první, kdo použil pojem gestapistické metody pro zločiny na zdraví, životech a osobní svobodě občanů a pro případy nelidskosti v různých internačních táborech. Byl za to nenávistně osočován v tisku KSČ, ze které byl na počátku roku 1947 vyloučen.
Po únoru 1948 byl zatčen a koncem roku 1948 na základě absurdních obvinění odsouzen k sedmi letům vězení. Ta strávil postupně na Pankráci, v Šumperku, v rapotínských sklárnách, na Mírově a v Ilavě. Když byl se zničeným zdravím v březnu roku 1955 propuštěn, dozvěděl se, že matka, které psal z vězení dopisy, je již přes tři roky mrtva. Svůj život dožil v bídě a své rehabilitace se již nedožil. Nejvyšší soud nad ním zrušil rozsudek až v září roku 1991.

## Dílo
- Disharmonie, vlastním nákladem 1916, básně prosou a verše,
- Přicházím z periferie, Revolta, Praha 1920, básně,
- Policejní šťára, Večernice, Praha 1922, črty,
- Anděličkářka, Večernice, Praha 1922, stručný román,
- Oasa, Obelisk, Praha 1924, africký román utrpení a lásky,
- Zápisky z výčepů lihovin, nevěstinců, Afriky, Prahy a odjinud, Ladislav Šotek, Praha 1926, sbírka reportáží,
- Zelená garda, Lípa, Praha 1927, revoluční román z roku 1918,
- Sing-Sing, Edition MOPR, Praha 1928, divadelní hra napsaná pod dojmem popravy Sacca a Vanzettiho,
- Pan Václav – Český trhan v cizině, Průlom,
- Internacionální patriot: pan Václav doma, Průlom, Praha 1931,
- Ze vzpomínek anarchisty, reportéra a válečného zločince, Prostor, Praha 1999.
- Přicházím z periferie republiky, Academia, Praha 2009